# 11808 Platz
11808 Platz è un asteroide della fascia principale. Scoperto nel 1981, presenta un'orbita caratterizzata da un semiasse maggiore pari a 2,5536864 UA e da un'eccentricità di 0,2400359, inclinata di 7,40567° rispetto all'eclittica.